# 大野建設
大野建設株式会社（おおのけんせつ）は埼玉県行田市に本社を置く総合建設会社。

## 概要
明治40年に当時大工だった大野福次郎が創業し、その後息子の大野島蔵が継承した。昭和41年、株式会社に改組。平成19年に創業100年を迎えた。現在の社長は、3代目大野年司（現会長）を継いで、4代目となる大野哲也。
小規模なリフォームから木造注文住宅、鉄骨造、鉄筋コンクリート造などの大型建築工事まで手掛ける。
平成10年に「建設省建設大臣顕彰」を受賞している。